# Daphné (1915)
Daphné (Q108) – francuski oceaniczny okręt podwodny z czasów I wojny światowej i okresu międzywojennego, druga jednostka typu Diane. Została zwodowana 25 października 1915 roku w stoczni Arsenal de Cherbourg, a ukończono ją w lipcu 1916 roku. Okręt służył w Marine nationale do 1935 roku.

## Projekt i budowa
„Daphné” zamówiona została na podstawie programu rozbudowy floty francuskiej z 1912 roku. Okręt zaprojektował inż. Jean Simonot, tworząc mniejszą wersję swojego poprzedniego projektu Gustave Zédé.
„Daphné” zbudowana została w Arsenale w Cherbourgu. Stępkę okrętu położono w grudniu 1912 roku, a zwodowany został 25 października 1915 roku. Nazwa okrętu nawiązywała do mitologicznej nimfy greckiej – Dafne.

## Dane taktyczno–techniczne
„Daphné” była średniej wielkości oceanicznym okrętem podwodnym o konstrukcji dwukadłubowej. Długość całkowita wynosiła 68 metrów, szerokość 5,53 metra i zanurzenie 3,72 metra. Wyporność w położeniu nawodnym wynosiła 633 tony, a w zanurzeniu 891 ton. Okręt napędzany był na powierzchni przez dwa dwusuwowe silniki Diesla Sulzer o łącznej mocy 1800 koni mechanicznych (KM). Napęd podwodny zapewniały dwa silniki elektryczne Sabathé o łącznej mocy 1400 KM. Dwuśrubowy układ napędowy pozwalał osiągnąć prędkość 17 węzłów na powierzchni i 11,5 węzła w zanurzeniu. Zasięg wynosił 2500 Mm przy prędkości 10 węzłów w położeniu nawodnym oraz 130 Mm przy prędkości 5 węzłów pod wodą.
Okręt wyposażony był w 10 wyrzutni torped kalibru 450 mm (cztery wewnętrzne na dziobie, dwie na rufie oraz cztery zewnętrzne), z łącznym zapasem 12 torped oraz działo pokładowe kal. 75 mm. Załoga okrętu składała się z 4 oficerów oraz 39 podoficerów i marynarzy.

## Przebieg służby

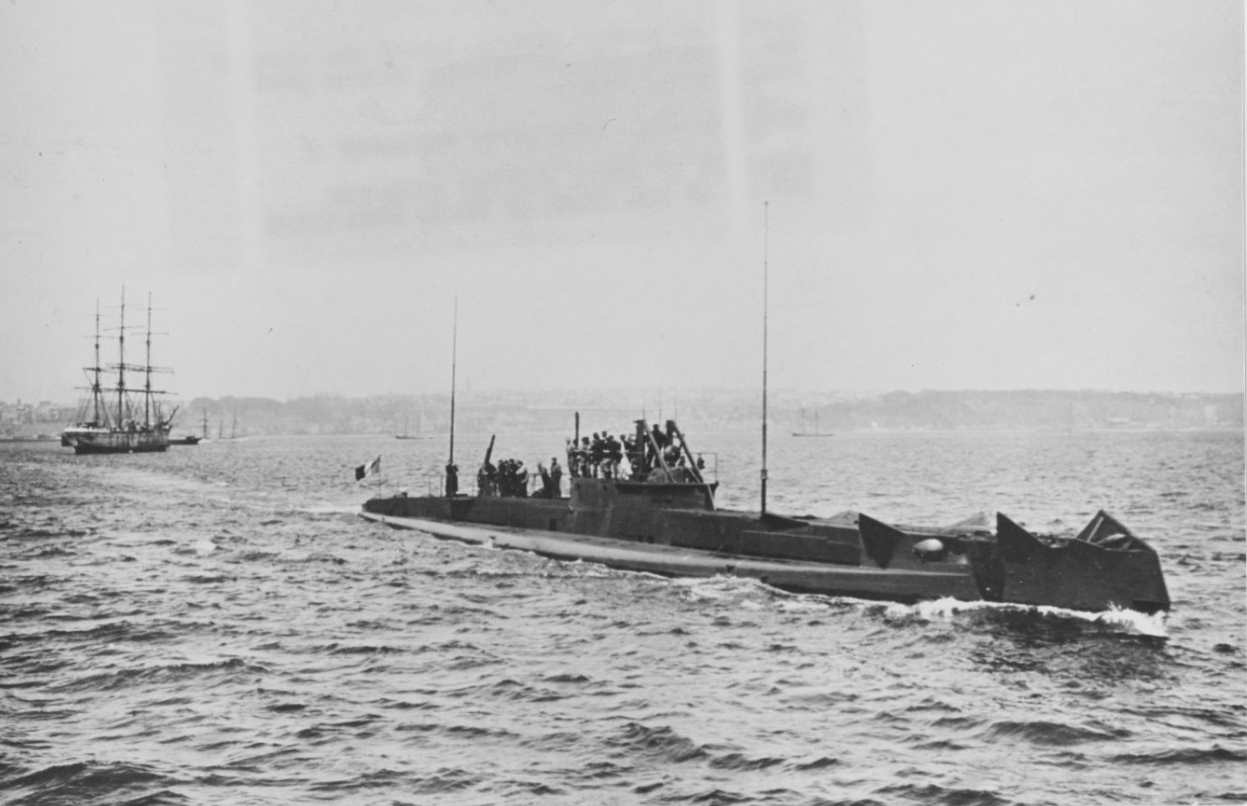
„Daphné” w morzu podczas wojny

„Daphné” została wcielona do służby w Marine nationale w lipcu 1916 roku. Jednostka otrzymała numer taktyczny Q108. Po wojnie okręt poddano modernizacji, m.in. skrócono czas zanurzania i zainstalowano nowy peryskop. „Daphné” pełniła służbę do lutego 1935 roku, kiedy została skreślona z listy floty.